# Denkmal- und Geschichtsverein Bonn-Rechtsrheinisch

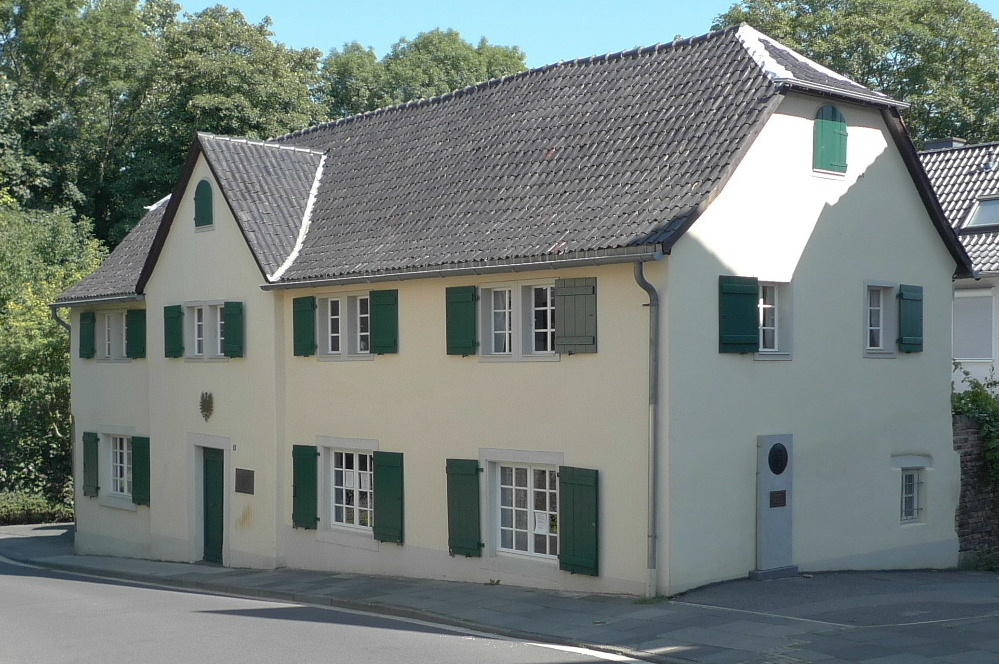
Sitz des Vereins: das Bürgermeister-Stroof-Haus in Bonn-Beuel

Der Denkmal- und Geschichtsverein Bonn-Rechtsrheinisch e. V. besteht seit dem Jahr 1975 und setzt sich für die Bewahrung des kulturellen Erbes im Bonner Stadtbezirk Beuel ein. Der Verein betreibt das historische Bürgermeister-Stroof-Haus als Forschungsstätte und Museum für die Geschichte der Region.

## Geschichte

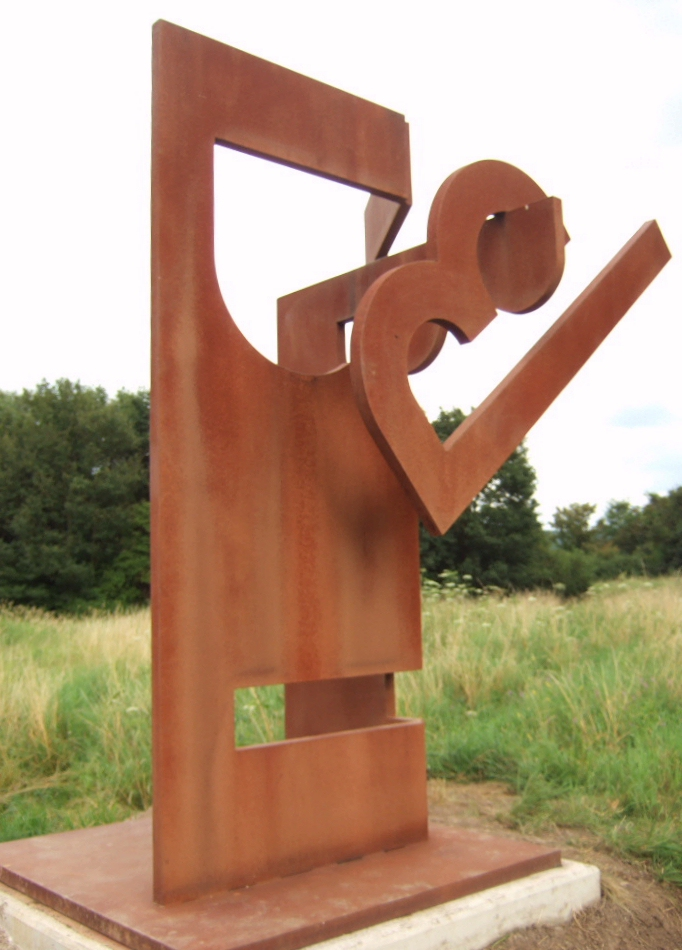
Die vom Verein auf dem Finkenberg aufgestellte Skulptur von Reinhard Puch

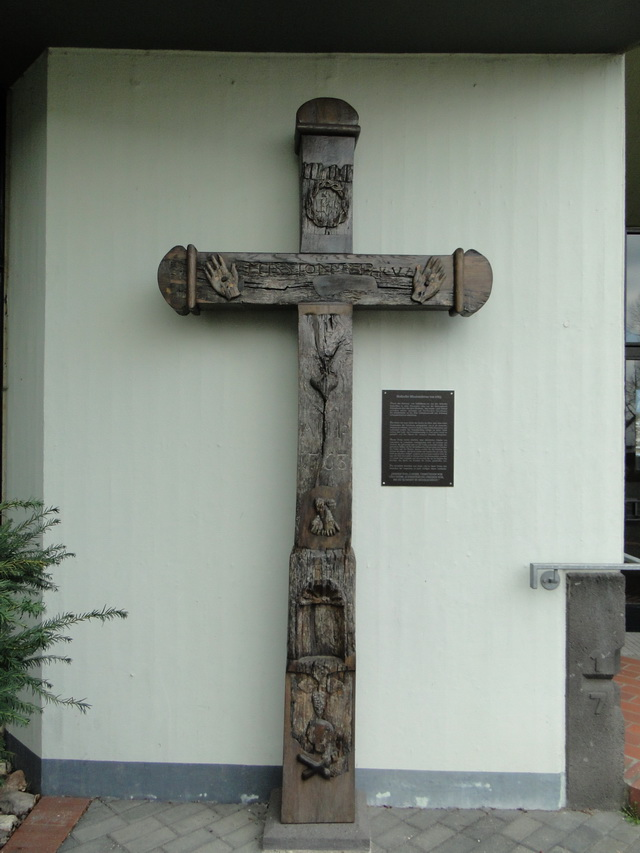
Das vom Verein sanierte alte Missions- und Fußfallkreuz aus dem Jahr 1763 in Holtorf

Der Verein wurde 1975 unter dem Namen Verein Haus Mehlem e. V. gegründet, um das vom Abbruch bedrohte, barocke Palais Haus Mehlem zu erhalten. Das Logo des Vereins bezieht sich auf dieses Gebäude. Die Gründungsvorsitzende war Ruth Hieronymi. Ein weiteres Gründungsmitglied war Heinrich Neu. Seit 1995 führt Carl Jakob Bachem den Verein, dem mehr als 300 Mitglieder angehören.
Der Verein engagierte sich vielfach beim Erhalt historischer Gebäude, der Wiederher- und Aufstellung von Denkmälern sowie Wegekreuzen (z. B. in Geislar und Holtorf) und der Erhaltung der historischen Friedhöfe Beuels. Außerdem wurden Vorschläge zur Ergänzung (Unterschutzstellung) der städtischen Denkmalliste „Geschützte Bau- und Bodendenkmäler“ gemacht. Zu den Aktivitäten des Vereines gehörten u. a. der Aufbau und die Beschreibung einer rund zwei Meter hohen Splitterschutzzelle (Ein-Mann-Bunker) aus dem Zweiten Weltkrieg, die im Rahmen einer Steinbruchverfüllung um 1975 auf dem Finkenberg verschüttet worden war. Eine im Krieg beschädigte und verloren geglaubte, als „Römerdenkmal“ bezeichnete Statue von Julius Cäsar aus der Zeit des Baus der früheren Bonn‐Beueler Rheinbrücke (heute Kennedybrücke) um 1900 wurde vom Verein 1989 als Geschenk zur 2000-Jahr-Feier von Bonn und Beuel auf dem Rheindamm bei Gensem/Schwarzrheindorf errichtet.
Im Jahr 2000 erfolgte der Wiederaufbau eines Torbogens des St.-Adelheidis-Stifts in Vilich von 1616 und der frühbarocken Einfahrt in das Stift. 2007 stellte der Verein die Monumentalskulptur „AKKORD 1“ von Reinhard Puch auf dem Finkenberg auf. Der Verein konnte auch den von der Stadt geplanten Abbruch der Hallen der früheren Beueler Jute-Spinnerei verhindern. Im Jahr 2009 übernahm der Verein die Trägerschaft des zuvor sanierten Bürgermeister-Stroof-Hauses. Seitdem befindet sich hier ein von ihm eingerichtetes und unterhaltenes Museum zur Regionalgeschichte sowie eine umfangreiche regionalhistorische Bibliothek mit Literatur rund um Beuel.
Der Verein gibt zwei wissenschaftliche Buchreihen mit Studien zur Geschichte Beuels heraus, die weitgehend auch von ihm angeregt und gefördert werden.
Am 20. Juni 2004 wurde der Verein unter seinem Vorsitzenden Carl Jakob Bachem mit dem nach Otto Röpke (Mitglied des Rates der Stadt Bonn von 1975 bis 1989) benannten Dr. Röpke Preis ausgezeichnet.